# Lingue maleo-polinesiache centro-orientali
Le lingue maleo-polinesiache centro-orientali (CEMP) sono un gruppo di  lingue maleo-polinesiache della famiglia linguistica delle lingue austronesiane. Con 718 lingue riportate su Ethnologue, è il gruppo più importante del ramo maleo-polinesiaco.

## Classificazione
Il gruppo maleo-polinesiaco centro-orientale è un'ipotesi di classificazione caldeggiata dal linguista Robert Blust e comprenderebbe:
- le lingue maleo-polinesiache centrali, che si estendono sulle Molucche, sulle Piccole Isole della Sonda e sulla Nuova Guinea occidentale (169 lingue)
- le lingue maleo-polinesiache orientali (547 lingue) suddivise in due sottogruppi:
  - le lingue halmahera-cenderawasih e della Nuova Guinea occidentale
  - le lingue oceaniche
- la lingua hukumina (codice ISO 639-3 huw), era parlata a Buru nelle Molucche in Indonesia
- la lingua kuri (nbn), una lingua della Nuova Guinea nella Penisola di Bomberai